# 우리들에게 날개는 없다
《우리들에게 날개는 없다》(일본어: 俺たちに翼はない 오레타치니츠바사와나이[*])는 2009년 1월 30일에 발매된 일본의 게임 회사 Navel의 다섯 번째 작품이다. 통칭 'おれつば', '俺つば'(오레츠바).

## 개요
Navel의 다섯 번째 작품인 본 작품은 원래 Navel이 창사한 2003년 봄에 시나리오 작가 오쟈쿠손이 기획을 제출하여, SHUFFLE! 후의 두 번째 작품으로 예정되어 있었다. 하지만 지필(遲筆)이라는 별명까지 붙은 오쟈쿠손의 느린 시나리오 작업 탓에, 다른 수많은 작품들이 먼저 발매되었고, 결국 발매일로 정해졌던 2008년 6월 28일에는 그 선행판이라 할 수 있는 우리들에게 날개는 없다 ~Prelude~가 발매되었고, 2009년 1월 30일 본편 Limited Edition이 발매되었다. 그리고 2010년 7월 30일에는 우리들에게 날개는 없다 After Story가 발매되었다.
그리고 2010년 11월 30일에는 정식적으로 ‘우리들에게 날개는 없다’의 애니메이션화가 결정되었다. 2011년 4월부터 애니메이션이 방영한 바가 있다.

## 역사

### 게임
- 2008년 6월 28일 - 우리들에게 날개는 없다 ~Prelude~ 발매.
- 2009년 1월 30일 - 우리들에게 날개는 없다 Limited Edition 발매.
- 2009년 4월 24일 - 우리들에게 날개는 없다 Standard Edition 발매.
- 2010년 7월 30일 - 우리들에게 날개는 없다 After Story 발매.
- 2011년 2월 25일 - 우리들에게 날개는 없다 Anniversary Edition 발매.
- 2011년 2월 25일 - 우리들에게 날개는 없다 ~Prelude~ & After Story 발매.
- 2011년 6월 24일 - 우리들에게 날개는 없다 R Limited Edition 발매.

### 코믹스
- 2009년 2월 10일 - 우리들에게 날개는 없다 ~Prelude~
- 2009년 4월 25일 - 우리들에게 날개는 없다 코믹 앤솔로지
- 2009년 4월 25일 - 마지큐-4컷만화 우리들에게 날개는 없다 1권
- 2009년 6월 25일 - 마지큐-4컷만화 우리들에게 날개는 없다 2권
- 2009년 7월 9일 - 우리들에게 날개는 없다 ~Berceuse~ (나리타 하야토 편)
- 2009년 7월 25일 - 우리들에게 날개는 없다 ~Rhapsody~ (치토세 슈스케 편)

### 서적
- 콤프틱 2009년 4월호 ~ 9월호 -Symphony of 우리들에게 날개는 없다 (우리들에게 날개는 없다 애프터 스토리)
- 2009년 6월 30일 - 우리들에게 날개는 없다 비주얼 팬북

### 음반
- 2008년 7월 23일 - 하시모토 미유키 - Sky Sanctuary (우리들에게 날개는 없다 ~Prelude~ OP)
- 2009년 1월 28일 - 미사토 아키 - Jewelry Tears (우리들에게 날개는 없다 OP)
- 2009년 2월 25일 - 우리들에게 날개는 없다 Original Sound Track
- 2009년 4월 22일 - 우리들에게 날개는 없다 캐릭터 송 앨범

### 드라마 CD
- 2008년 8월 6일 - 드라마 CD 제 1화 - 하야시다 미사키
- 2008년 9월 10일 - 드라마 CD 제 2화 - 와타라이 아스카
- 2008년 10월 8일 - 드라마 CD 제 3화 - 타마이즈미 히요코
- 2008년 11월 5일 - 드라마 CD 제 4화 - 오토리 나루
- 2008년 12월 10일 - 드라마 CD 제 5화 - 하네다 코바토
- 2009년 8월 5일 - 우리들에게 날개는 없다 드라마 CD 세컨드 시즌 (夢ラジオ・空色スクールデイズ)

## 스토리
평범한 사람들이 살아가는 도시 '야나기하라(柳木原)'. 여느 번화가와 크게 다를 것이 없는 이 도시에서, 오늘도 모든 일을 긍정적으로 바라보는 학생 '하네다 타카시', 모든 일에 쾌활하고 여러 아르바이트를 진행하는 프리터 '치토세 슈스케'와 밤에 주로 활동하며 매사에 긍정적이지 못한 '나리타 하야토', 이 세 남자는 야나기하라를 배경으로 각자 자신의 삶을 살아간다.
그리고 타카시와 교제하는 척 하고 있는 약간 틀어진 성격의 '와타라이 아스카', 슈스케의 지인 '오토리 카케루'의 장난으로 만나자마자 슈스케와 사이가 틀어진 '타마이즈미 히요코', 자신의 자전거를 찾고 있는, 어쩌다 하야토와 알게 된 '오토리 나루', 이 히로인들에 의해 각자에게 자신의 삶의 방식에 변화의 바람이 불게 된다.
그들의 평범한 일상을 방해하는 이 세 히로인들에게, 그리고 타카시의 동생 '하네다 코바토'에게, 그들은 어떤 식으로 대하며 어떻게 삶을 바꾸게 될 것인가?

## 등장인물
각 인물은 모두 관련되어 있기 때문에, 복수의 장에 걸쳐 등장하는 인물도 많다.
성우 표기는 PC/드라마 CD의 순서.

### 주인공
하네다 타카시 (羽田鷹志)
성우:川椰桜 / 시모노 히로
「이 창문, 열면 좋을텐데 말야, 하고. 왠지 기계 환기로는 공기를 순환시킨다는 느낌이 옅지 않아?」
본편 「하네다 타카시 편」의 주인공. 수험이 임박한 고3으로 좋게 말하면 냉정하고, 나쁘게 말하면 자기부정적. 타인과의 교류를 피하는 건 아니지만, 자신이 나서서 친구들 사이에 끼는 적극성은 없다.
치토세 슈스케 (千歳鷲介)
성우:이즈미 키쿠노스케 / 미우라 히로아키
「네네, 나쁜 일은 모두 치토세 슈스케 탓으로…라니, 자, 잠깐 기다려 주세요!」
본편 「치토세 슈스케 편」의 주인공. 등록제 아르바이트 등으로 매일을 제멋대로 사는 프리 아르바이터. 작중 레스토랑 「알렉산더」에서 아르바이트를 하게 된다.
나리타 하야토 (成田隼人)
성우: 縦溝精史 / 스와베 쥰이치(소년시절:우에노 구미)
「안 좋잖아, 네 녀석. 밤 늦게 뭘 떠드는 거야. 이웃에 폐를 끼치잖냐, 이 자식. 아이들 깨버리잖아」
본편 「나리타 하야토 편」의 주인공. 육체노동 같은 일로 돈을 버는, 떠돌이같은 청년. 하드보일드를 동경하고 있지만 어딘가 자세가 잡히지 않는, 믿음 가지 않는 반쯤 미남.
이타미 카루라 (伊丹伽楼羅)
성우:빅뱅 헤이타 / 이나다 테츠
「사라져라. 왕에게 옥좌를 반환하라. 그 장소는 원래 나의 것이다」
자신을 이세계 「그레터갈드」의 국왕이라고 믿고 있는 광인(狂人). 언동은 정말 이야기 속의 왕족의 그것으로, 긍지가 높으며 위압적이다. 현대 사회의 논리나 상식을 이해하지 못해서 가끔씩 제정신이라고는 생각되지 않는 언동을 보인다. 또한 화의 “발작”이 찾아오면 정신 변형 상태에 들어가, 환각이나 피해망상에 쫓겨 공격적이 된다.
하네다 요지 (羽田鷹志)*유년시절*
성우:타카나시 아키라 / 나카무라 에리코(드라마CD)
「하-, 역시 인생은 즐겁게 사는 게 제일이네-. 아하하하하」
자주 소녀와 혼동되는 중성적인 외견이지만, 속은 장난을 좋아하는 개구쟁이 꼬마. 어린 여동생을 돌보는 일을 많이 했기에, 다른 사람에 대해 오빠처럼 행동을 하는 기질. 좋게 말하면 순수하고 어린애답고, 나쁘게 말하면 유치하고 금방 도피한다. 언동에 어린 면모가 드러나 있어서, 감정의 제어가 되지 않는다. 반면에, 혼나거나 싫어하면 깊게 상처입는다.
하네다 요지 (羽田鷹志)*총합체*
성우:유우키 타쿠토 / 요나가 츠바사
「자, 가자. 장미 색의 학원 생활이 우리들을 기다리고 있다」
해방감과 자신감이 넘치는, 자칭 상쾌한 청춘 보이. 좋게 말하면 자신감이 넘치고 유니크하며, 나쁘게 말하면 건방지며 뒤죽박죽이다. 무서운 것을 모르며 위대한 듯한 말투지만, 다른 사람을 깔보고 있는 것은 아니고 대등하다고 생각하고 있다.
자칭 「나 전혀 시스콘도 로리콘도 아니라니까?」

#### 주인공 이름의 유래
주인공의 성은 모두 공항의 이름에서 유래했다.
- 하네다 : 하네다 공항 (도쿄 국제공항)
- 나리타 : 나리타 국제공항
- 치토세 : 치토세 공항
- 이타미 : 이타미 공항 (오사카 국제공항)

### 메인 히로인
와타라이 아스카 (渡来明日香)
성우:모리야 미소노 / 요시다 마유미
「여러 가지로 모난 돌은 정을 맞는 게 공동생활──아, 지금 나, 심한 말 했구나. 응, 말실수했네. 편집해 줘」
학교 제일이라고 평가받는 미모와 대인 관계의 좋음으로 인해, 모든 남학생의 우상으로 군림하는 미소라 학원의 프린세스. 하지만 실제로는 사교를 싫어하고 타산적인 일명 “가짜 아이돌”이다.
타마이즈미 히요코 (玉泉日和子)
성우:고교 나즈나 / 오노 료코
「아뇨, 한편으로는 감사드립니다. 사소한 우연이 쌓여서 사람을 어디까지 불쾌하게 만들 수 있는지 가르쳐 준 건 당신이었습니다」
고지식에 꼼꼼하고 시원한 성격의 소유자로, 장래희망은 소설가. 보통은 밝고 예의가 바르지만 생각이 딱딱해 융통성 없는 면도 있고, 감정이 표정에 잘 드러난다. 제복이 귀엽다고 소문이 난 레스토랑 「알렉산더」에서 아르바이트 중이다. 지독한 근시에다 난시인 탓에 공부나 독서를 할 때는 안경을 쓰지만, 사람 앞에 나설 때는 안경을 벗는다. 상대의 얼굴을 보면 말이 안 나오는 겁쟁이인 듯하다.
오오토리 나루 (鳳鳴)
성우:토노 란 / 고토 유코
「아-, 정말-, 눈이 맞았을 뿐인데 임신했나 하고 생각했어요-. 이 충격이 흔히 말하는 사랑의 시작인가요-」
마이페이스의 성격과 가벼운 언동으로, 주위에서는 종잡을 수 없는 성격이라고 한다. 말이 빠르지만 적당히 어절을 나누고 말끝을 당기는 등, 특징적인 입버릇을 가졌다. 성적은 좋지만, 유니크한 행동을 많이 해서 오히려 바보같아 보인다. 그 웃음 나오는 행동이 원래 순진한 것인지 계산된 것인지는 구별하기 어렵다. 본인은 본래 그렇다고 주장하지만, 6:4 정도로 나뉜 것으로 보인다.
하네다 코바토 (羽田小鳩)
성우:미나세가와 유이 / 마타요시 아이
「아, 오이랑 피망이랑 검은 커피는 오빠한테 줄게. 아냐, 달라, 배려하는 거란 말야」
공부를 좋아하고 말귀도 좋은 데다 솔선해서 집안일을 돕는다. 하지만 실패도 많다. 기본적으로는 순진하고 순수하고 천진난만한 소녀이다. 하지만 낯을 많이 가린다. 어렸을 적에는 오빠를 매우 좋아해서, 장래에 오빠의 신부가 되고 싶다고 생각했던 적도 있다. 지금은 비밀인 듯.

### 서브 히로인
야마시나 미야코 (山科京)
성우:타나카 리오 / 타카구치 유키코
「누군가에게 미움받는 걸 무서워하지 않는 건 하나의 재능이라고 생각해」
겁쟁이에 내성적인 성격. 아스카와 같은 반이다. 몸이 약해 학교를 쉴 때가 많아서, 존재감이 별로 없다. 근성이 어둡고 비관적이지만, 때때로 발작이라도 한 듯이 다른 사람을 상대하고 싶어할 때가 있다.
'우리들에게 날개는 없다'의 유일한 공략 가능 서브 히로인이다.
모치즈키 키나코 (望月紀奈子)
성우:우에다 하루코 / 타카하시 치아키
「그래도 부드러운 말 건내기는 간단하지만, 심한 말 하는 건 역으로 어려워」
재수중인 예비 학생. 학력이 낮으면서도 지망 학교의 레벨이 높다. 수험 공부와 동시에, 수험료를 벌기 위해 레스토랑 「알렉산더」에서 아르바이트에 힘쓰고 있다. 명랑하고 마이페이스이며 낙천적인 성격으로 기본적으로는 성실하고 온화하지만 주위에 이상한 사람들이 많은 알렉산더에서 애교도 보이는 붙임성도 동시에 지니고 있다.
히노 에리코 (日野英里子)
성우:오오하나 돈/ 키가와 에리코(드라마CD), 아사이 키요미(드라마CD 세컨드 시즌)
「너 말야-, 돈 받고 있으니까 손님에게 급료 만큼의 미소는 보이란 말야-」
레스토랑 「알렉산더」에서 웨이트리스로 아르바이트 중. 같은 직장의 히요코와는 사이가 나쁜 지, 충돌할 때가 많다. 말하고 싶은 건 말하는 성격에다, 말버릇도 심하게 난폭하다. 하지만 무드 메이커이기도 하다. 덜렁대는 성격에 귀찮아하는 면이 있지만 의외로 성실하고 노력가인 면도 있다.
원래 본편에서도 하루나 유미가 출연 예정이었지만 병으로 인해 발매 2달정도 전에 교체되었다.
요네다 유우 (米田優)
성우:이무라야 호노카 / 하기와라 에미코
「흐흐-응? 그런 것 쯤이야 말 안 해도 어른들은 모두 알고 있다고-♪」
밝고 허물 없는 성격의, 패션 잡지 편집자. 사회인 2년차로 실수도 약간 일으키지만, 근무 태도는 성실하고 양호하다. 연하인 주인공에게는 여유 있는 연상의 태도를 취하지만, 그건 약간 계산된 행동이고 같은 연대의 동료나 친구에게는 역으로 놀림당하고 허둥대는 타입.
코다 아이 (香田亜衣)
성우:사와무라 카스미 / 나카지마 사키
「우와-, 이런 데 와 있어-, 불량해-, 초 불량해-」
순진하고 겁이 없으며 붙임성이 좋은 성격이지만, 도가 지나쳐서 상대에 따라서는 건방지고 친압하다고 생각되기도 한다. 하지만 진심으로 미움받는 타입은 아니다. 무리해서 명문 여학교로 들어갔지만 학업을 따라가지 못해 후회하고 있다. 지각이나 결석이 많고 어두워질 때까지 번화가에서 놀 때도 많다. 하지만 근본은 제대로 되어 있어서 불건전한 놀이를 하지는 않는다.
카스가 하루에 (春日春恵)
성우:미츠바 / 오오츠다 히로미
「잘 들어 꼬맹이, 나는 크레이프에 꿈을 담아서 팔고 있어」
이동식 크레이프 가게 「펄 크레이프」를 홀로 운영하는, 인정이 두텁고 시원한 성격의 젊은 여점주. 말은 거칠고 성미도 괄괄하지만 주변을 잘 돌보는 성격으로, 연하나 동년배에게 「펄 누님」이라고 불리며 사랑받고 있다.

### 그 외의 등장인물
오토리 카케루 (鳳翔)
성우:十利須我里 / 히노 사토시
「어떨까. 세상 속에는 호랑이의 위엄을 빌리고 싶어하는 여우가 많다는 거 아니겠어-?」
「치토세 슈스케 편」의 무대, 레스토랑 「알렉산더」의 단골. 「나리타 하야토 편」의 히로인 「오토리 나루」의 오빠이기도 하다. 「하리우 쿠로우도」와는 견원지간으로, 붙임성 없고 무슨 일에도 무관심한 성격. 말과 행동에도 패기가 없고, 항상 귀찮다는 듯이 하고 있다.
하리우 쿠로우도 (針生蔵人)
성우:鳩万軍曹 / 카와하라 요시히사
「말하지 마라, 미술가 따위가 내 문학을」
「오토리 카케루」와는 견원지간으로, 독선적에 협조성이 결여된, 품행불량의 문제아. 학력은 전국 톱을 다툴 정도로 높지만, 1년을 유년하고 있다. 호기심과 탐구심에 젖어 있어서, 항상 새로운 지식이나 정보를 추구하고 있다.
모리사토 카즈마 (森里和馬)
성우:코이케 타케조 / 오기하라 히데키
「바보 나리타, 네 몇 안 되는 친구가 일부러 응원하러 달려왔다고-? 조금은 감사하란 말이다-?」
미소라 학원 3학년 H반(성적 부진아를 모아놓은 특별 학급)에 소속한 분위기 메이커. 있는 곳의 분위기를 올리려고 솔선해서 떠드는 피에로 기질이지만, 너무 열심히 떠들어서 허탕을 치는 경우도 많다.
「하네다 타카시」와는 다른 반이지만 몇 안 되는 학교 내 친구이고, 또한 「나리타 하야토」와는 밤의 번화가에서 가끔씩 만나서 말다툼을 하는 친구이다.
카루베 카루오 (軽部狩男)
성우:堀畑靖 / 이시카와 히데오
「흥, 그게 어쨌다고. 남자는 몇 살이 되든 여체를 앞에 두고서는 모두 중2로 돌아가는 법이다」
「치토세 슈스케 편」의 무대가 되는 양식 레스토랑 「알렉산더」 하나미즈키 거리 점의 지점장이다. 통칭 마스터. 변인(變人), 익살, 호색, 초연(超然)하여 어떤 일에도 움직이지 않는다. 차분하게 가라앉은 저음의 목소리를 내지만, 목소리에 맞지 않는 품위 없는 농담만 한다. 하지만 틀을 벗어난 언동은 대개 계산한 결과로, 천연 바보는 아니다. 오히려 좋은 사람.
타카우치 마사코 (高内昌子)
성우:아오이로 토우코 / 코마츠 유카
「아-! 웃기지 마! 너 잤었잖아!」
3학년 A반의 남자 학급위원이 타카시라면, 여자 학급위원이 타카우치 마사코. 남자에게도 교직원에게도 겁먹지 않는 발언력과 행동력으로 반 여자들의 보스같은 존재이다. 입도 험하지만 태도도 험하다. 덕분에 남녀불문 적이 많다. 하지만 자신은 전혀 신경쓰지 않고 있다.
앨리스 (アリス)
성우:사사 루미코 / 아오키 사야카
「아니, 문제 없어. 왜냐면, 어른은 발정하지 않아 어린이에게」
주인공이 번화가에서 자주 만나는, 금발 벽안의 이국 소녀. 일본에 주재하는 외교관의 딸이며, 어른과 대등한 입장에서 말하는, 어른처럼 행동하는 아이. 일본어 실력은 단어는 많이 알고 있으나 문법이 약해서 지리멸렬하다.
하야시다 미사키 (林田美咲)
성우:토노 소요기 / 오카지마 타에
「타마 쨩 들어줘-. 나 아까 선배가 안아줬다-」
좋게 말하면 솔직하고 순정하며, 나쁘게 말하면 단순하고 겁쟁이. 확대 해석이 심하고 너무 생각해서 선의의 행동이 나쁜 결과가 되는 타입. 가족이나 친구 앞에서는 활발하게 떠들지만 학교에서는 앞으로 별로 나서고 싶어하지 않는, 눈에 띄지 않는 타입. 같은 반의 타마이즈미 히요코와 친하다.
Prelude에서는 스토리 주인공으로 등장하지만 본편에선 '여학생 A'로 강등되고 CG도 1장만 존재한다.
킷카와 아키라 (吉川あきら)
성우:아오야마 유카리 / 토모나가 아카네
「오빠가 바라는 여성상을 가르쳐 주세요」
정숙하고 주장이 적은 성격으로, 학원에서는 코바토와 함께 교실 구석에서 작아져 있는 타입. 나이에 비해 어른스러운 조용함이나 바른 성품을 체득하고 있지만, 지식 면에서는 아직 어린이다. 연상의 남성에게 호의를 품는 나이로, 코바토의 오빠에게도 비밀스럽게 마음을 두고 있다.
플래티나 (プラチナ)
성우:島崎比呂 / 나루세 마코토
「안녕하세요 드라 씨, 이제부터 일 나가시나요?」
미남 스카우트맨. 번화가의 가두에 서서, 길 가는 여성에게 말을 걸며 돌아다닌다.
아무리 생각해도 논 것 같은 풍모와 낯을 가리지 않으며 예의바른 성격으로, 주인공들에게 왕자님 캐릭터라 불린다.
마르티네즈 (マルチネス)
성우:타피오카빵
「나 지금부터 멘마 가게에 갈거야. 드라 쨩도 뒤에 올 거지?」
실버 액세서리 노점을 열어서, 가난하지만 활발한 나날을 이방인들과 지낸다.
멘마 (メンマ)
성우:토코로 타카시
「음, 그건 곤란해……」
라면 포장마차 가게의 주인.
말하는 것은 좋아하지만 말주변이 모자라기에, 들어주는 역할을 할 때가 많다.
LR2001
성우:사사모토 마사유키
「That's right, 우리들의 scale은 사실같은 거에는 구속되지 않아! You see?」
사설 자경단 “야나기하라 플레임 버즈”의 간부. 힙합 계의 스트리트 갱. 본명은 “左右田仙一 (Sauda Senichi; 사우다 센이치)”. 자칭 “로스앤젤레스에서 자란 진성 갱”. 하지만 그에 비해서는 영어가 이상하다. 본인의 얘기에 따르면, future의 vision은 dope한 lyrical murderer가 되어 real로 make money & catch the dream하는 것.
티케돈 (チケドン)
성우:Skay bay Dan / 타나카 카즈나리
「우왓-!? 왔다왔다, 재밌어졌잖아!」
사설 자경단 “야나기하라 플레임 버즈”의 간부. 레게 스타일의 남국계 해피 맨. 본명은 “島袋浩 (Simabukuro Hiroshi; 시마부쿠로 히로시)”. 정말로 담배를 좋아한다. 너무 좋아해서 담배를 빨면 바로 기분이 고양하는 듯 하다. 동양종교학에 조예가 깊고, 너무 깊어서 가끔 불상같은 것의 환각이 보이는 듯 하다.
바니D (バニィD)
성우:我妻鉄生 / 호리이 챠도
「안녕하심까-! 잘 부탁, 좋은 밤~! 에·에·에, 잠깐 질문 괜찮슴까」
사설 자경단 “야나기하라 플레임 버즈”의 간부. 현역 학생으로 야나기하라의 츠루오카 공고에서는 (싸움으로) 알아주는 듯 하다. 본명은 “土門大輔 (Domon Daisuke; 도몬 다이스케)”. 하지만 휴대폰 소설로 울거나 하는 순수한 면이나, 매일 가라테의 연습을 쌓거나 후배 신경을 써 주는 등 좋은 면도 있다.
사쿠야 (咲夜)
성우:츠키시로 아야토 / 미야케 켄타
「잠깐 묻고 싶은 게 있는데~, 당신 오토리 카케루와 친구~?」
R-윙 정통파 간부. 선악은 자신의 가치관으로 결정한다고 공언하며 거리낌이 없는 다루기 곤란한 자.
미치야 (満夜)
성우:쇼린지 아키라
「어떨까. 아니, 그건 어떨까. 글쎄, 나는 별로 마음에 안 와닿네」
R-윙 신성파 간부. 얼빠진 개성파 배우의 표표한 말투나 행동을 따라하고자 한다.
쿄우야 (狂夜)
성우:모리모토 아리사
「저기 말야, 지금, 이 아이가 우리들을 경멸했었어」
R-윙 신성파의 간부.
보통은 비극적으로 자기부정이 강하다. 파멸적인 시같은 말투로 말한다.
대사교 (大司教)
성우:코맛쵸 롯폰기
「용서받지 못할 죄에 붉은 피로 재판을!」
R-윙 신성파 군단장. 비주얼 계 아티스트 같은 풍모의 키 큰 남성.
사와이 사에코 (沢井冴子)
성우:미즈노 캇파
「하? 당신 누군가요……」
큰 출판사 “祥玄社 (쇼겐샤)” 서적부 소속의 여성 편집자.
목사 (牧師)
성우:加藤三郎 / 오오토모 류자부로
「설교같은 건 대단한 게 아니다. 이건, 할아버지의 지혜 주머니다」
벌써 환갑을 바라보고 있지만, 심신 젊은 노신사. 마을의 작은 교회에서 목사를 맡고 있다.
에이지 (エージ)
성우:타가사코 도루코
용달사 하야토에게 일을 가져다 주는 불량 청년. 하지만, 이것도 저것도 제대로 된 일은 아니어서 이미 하야토는 상대도 해 주지 않는다. 주 수입원은 도박이라고 자칭하고 있지만, 실제로는 원조교제 상대(풍속점 근무)에게 받는 용돈으로 생활하고 있는 모양.
DJ콘돌 (DJコンドル)
성우:塚本太鱚 / 스기타 토모카즈
의미 불명, 소재 불명, 정체 불명. 프로그램 오리지널 인사 「こんどるわ (콘도루와, 콘니치와의 변형)」를 유행시키려 하고 있지만, 전혀 유행하지 않아 울적해 한다.

## 스토리 진행
'우리들에게 날개는 없다'는 '소울 링크'와 같이 편 단위로 나누어 진행되며, 각각의 주인공이 자신의 시점에서 이야기를 진행한다.
제 1장. 하네다 타카시
제 2장. 치토세 슈스케
제 3장. 나리타 하야토
제 4장. 이타미 카루라
제 5장. 하네다 요지
제 6장. ??? (하네다 요지 청년기)
실은 주인공 모두는 하네다 요지가 만들어낸 또 다른 인격으로 첫째는 하네다 요지, 둘째는 이타미 카루라, 셋째는 하네다 타카시, 넷째는 치토세 슈스케, 다섯째는 나리타 하야토이다. 실제 게임에선 모습과 목소리가 모두 다르게 나오지만 그것은 뇌에서 들어오는 인식의 왜곡인듯 싶다. 마지막 제 6장의 주인공인 ???는 하네다 요지가 하네다 코바토를 지키기 위해 모든 인격을 합친 인격이다. 그래서 「시스콘 다섯이 투합하여 슈퍼 시스콘이 등장한다」의 공식이 성립하게 된것이다. 하네다 요지의 인격 생성의 원인은 어머니를 칼로 찌른 사건이다. 그 사건으로 인해 요지는 폭주하고 요지의 내면에 잠든 카루라가 깨어나게 된다.
제 6장은 하네다 요지 이후의 이야기인데. 코바토 루트로 진입하면 「Sky Sanctuary」가 흘러나오면서 하네다 요지 청년기로 진입한다. 나머지 루트의 경우엔 타카시 (아스카, 미야코), 슈스케 (히요코), 하야토 (나루)가 나오게 된다. 모든 루트는 호감도에 따라 진입하게 되며. 아스카, 미야코는 루트 진입 이후에도 호감도가 부족하면 배드 엔딩이 나오게 되므로 주의해야 한다.

## 노래
- Jewelry Tears(OP)
  - 작곡:앗쵸리케 / 작사:니시마타 아오이 / 노래:미사토 아키
- Sky Sanctuary(코바토 루트 OP)
  - 작곡:앗쵸리케 / 작사:니시마타 아오이 / 노래:하시모토 미유키
- Eternal Sky(ED 1)
  - 작곡:앗쵸리케 / 편곡:미야자키 쿄이치 / 작사:니시마타 아오이 / 노래:노미코
- 微笑みジェノサイド(미소의 제노사이드)(ED 2)
  - 작곡:앗쵸리케 / 편곡:ms-jacky / 작사:니시마타 아오이 / 노래:알렉스 3(타마이즈미 히요코×모치즈키 키나코×히노 에리코)
- NEON Sign(ED 3)
  - 작곡:앗쵸리케 / 편곡:미야자키 쿄이치 / 작사:니시마타 아오이 / 노래:미카게 쿠리야
- 光陰の海原(광음의 해원)(ED 4)
  - 작곡:앗쵸리케 / 편곡:타나베 토시노(와타나베 토시노부) / 작사:니시마타 아오이 / 노래:jina

## 제작진
- 기획·시나리오
  - 오쟈쿠손
  - 히가시노스케
- 캐릭터 디자인·원화
  - 니시마타 아오이
- 음악
  - 앗쵸리케
- 그래픽
  - 사이토 요코
  - 아메
  - 타케폰(たけぽん)
  - 마키
  - 유우
  - 依織
  - 수면+No,4
- 배경
  - 아라곤(あらごん)
  - 美峰
- 디렉터·프로그램
  - Ellefin
- 스크립트
  - 모리바야시 아키라
  - 히가시노스케
  - 오쟈쿠손

## 애니메이션
2011년 4월부터 6월 말까지 독립 UHF방송국 계열과 AT-X에서 방영되었다. 나레이션은 요나가 츠바사가 담당하였다.
애니메이션화에 앞서, 잡지 《메가미 매거진》 2011년 1월호로 ‘오레츠바의 히로인들에게 입히고 싶은 팬티의 디자인’을 모집하였다. 여기서 선택된 팬티는 애니메이션 내에서 실제로 등장하였으며, 디자인 제안자의 이름이 엔딩 롤의 제작진 목록에 기재되었다.
대한민국에서는 애니플러스가 일본어 음성에 한국어 자막을 덧씌운 채로 방영하고 있다.

### 제작진
- 원작 - Navel
- 캐릭터 원안 - 니시마타 아오이
- 시리즈 감수 - 오쟈쿠손
- 감독 - 우시로 신지
- 시리즈 구성 - 코노 타카미츠
- 캐릭터 디자인·총 작화감독 - 이시이 쿠미
- 색채 설계·색 지정·마무리 검열 - 미카사 오사무
- 미술감독 - 니시쿠라 츠토무
- 촬영감독 - 요시다 히로시
- 편집 - 타케미야 무츠미
- 음악 - 앗초리케
- 음악 프로듀서 - 이토 요시유키
- 음악 제작 - 아부카와 오사무
- 음향감독 - 에노모토 타카히로
- 애프터 레코딩 연출 - 마치다 카오루
- 프로듀서 - 이토 마코토, 오카다 아키히코, 사쿠라이 유카, 니시마타 아오이, 야마자키 아스카, 코타니 테츠코, 쿠와바라 타케시
- 보조 프로듀서 - 코야마 와타루
- 제작 프로듀서 - 사토미 테츠로, 타카에 유지
- 애니메이션 제작 - NOMAD
- 제작위원회 - 오레츠바 진흥회

### 주제가
오프닝 테마 "Spread Wings."
작사- 니시마타 아오이 / 작곡 - 앗쵸리케 / 편곡 - 타나베 토시노
노래 - 미사토 아키
엔딩 테마
"PARANoiA" (제1화)
작사 - 니시마타 아오이 / 작곡 - 앗쵸리케 / 편곡 - 히가시 타카고
노래 - 미사토 아키
"NEVERLAND" (제2화~제9화, 제11화, OVA)
작사 - 니시마타 아오이 / 작곡 - 앗쵸리케 / 편곡 - 사이토 유우야
노래 - 하시모토 미유키
〈미소의 제노사이드 ~Party Full Mix~〉(微笑みジェノサイド 〜Party Full Mix〜}}) (제10화)
작사 - 니시마타 아오이 / 작곡 - 앗쵸리케 / 편곡 - ms-jacky
노래 - 알렉스 3(타마이즈미 히요코×모치즈키 키나코×히노 에리코)
삽입곡
〈미소의 제노사이드 ~Party Full Mix~〉(微笑みジェノサイド 〜Party Full Mix〜)
작사 - 니시마타 아오이 / 작곡 - 앗쵸리케 / 편곡 - ms-jacky
노래 - 알렉스 3(타마이즈미 히요코×모치즈키 키나코×히노 에리코)
삽입화수 - 제3화
〈키 140cm의 세계〉(身長140cmの世界)
작사 - Harew Croud / 작곡 - Ku-Ri-Ya
노래 - 록 버드
"Pray"
작사 - 니시마타 아오이 / 작곡 - 앗쵸리케 / 편곡 - 타나베 토시노
노래 - 하시모토 미유키
삽입화수 - 제9화
"Sky Sanctuary"
작사 - 니시마타 아오이 / 작·편곡 - 앗쵸리케
노래 - 하시모토 미유키
삽입화수 - OVA

### 방영 목록
부제의 풀이는 애니플러스의 표기를 따른다.
| 화수  | 부제 (원제/풀이)                                                       | 각본            | 그림 콘티                       | 연출                        | 작화감독                                                  |
| ----- | ---------------------------------------------------------------------- | --------------- | ------------------------------- | --------------------------- | --------------------------------------------------------- |
| 제1화 | たとえばそんなメルヘン (예를 들면 그런 메르헨(동화))                   | 코노 타카미츠   | 우시로 신지                     | 코마야 켄이치로             | 바바 에리 오지리 신야                                     |
| 제2화 | 好きな動物はペガサスです (좋아하는 동물은 페가수스입니다)              | 코노 타카미츠   | 카마나카 후미하루               | 카마나카 후미하루           | 야마모토 신지                                             |
| 제3화 | 小鳩さんは可愛いなあ (코바토 양은 귀엽네)                              | 나카무라 코지로 | 토쿠모토 요시노부               | 토쿠모토 요시노부           | 아키야마 유키코                                           |
| 제4화 | ドラさん……私、今妊娠しちゃったかも…… (도라씨, 나 지금 임신했을지도...) | 아오시마 타카시 | 이노 이츠키                     | 츠치야 히로유키             | 마츠타케 토쿠유키 오타케 노리코                           |
| 제5화 | なんたるホーク卿の徳高きことよ! (호크 경의 덕은 어찌 이리 높은지!)     | 코노 타카미츠   | 나카야마 타케히로               | 코마야 켄이치로             | 오제키 미야비                                             |
| 제6화 | ひいッ!らめえ、声出しちゃう〜! (히익! 안 돼, 목소리가 나와버려!)       | 나카무라 코지로 | 카마나카 후미하루               | 호시노 마코토               | 타케가미 타카오                                           |
| 제7화 | 栄えある王の凱旋だ! (영예로운 왕의 개선이다!)                          | 오쟈쿠손        | 이노 이츠키                     | 츠치야 히로유키             | 야마모토 신지 우치다 타카시 후지베 이쿠마 하나이 히로카즈 |
| 제8화 | 巨乳のクリームお姉ちゃんまだですかー! (거유의 크림 누님은 아직인가요!) | 아오시마 타카시 | 토쿠모토 요시노부 호시노 마코토 | 사토 키요미츠               | 오노 카즈히로 시미즈 카츠히로                             |
| 제9화 | 胸が高鳴るーっ!! (가슴이 두근거렷!!)                                   | 나카무라 코지로 | 이세 노우키                     | 우시로 신지 코마야 켄이치로 | 야마우치 나오키 오오타 켄지                               |

## 인터넷 라디오
《오레츠바 진흥회 꿈 라디오·우리들에게 날개는 NIGHT》는 2010년 12월 10일부터 매주 금요일에 란티스 웹 라디오를 통해 전달되고 있는 인터넷 라디오 프로그램이다. 개시에 앞서 선행화(제0회)가 2010년 11월 19일에 전달되었다. 진행자는 요시다 마유미(와타라이 아스카 역), 오노 료코(타마이즈미 히요코 역), 마타요시 아이(하네다 코바토 역) 3명이다.

## 같이 보기
- Navel - 제작사
- 우리들에게 날개는 없다 ~Prelude~ - 이 게임의 1년 전 이야기를 다룬, 선행판에 해당하는 작품
- 우리들에게 날개는 없다 After Story - 이 게임의 후일담에 해당하는 작품.